# البرانقة (المنوفية)
البرانقة إحدى قرى مركز الباجور التابع لمحافظة المنوفية في جمهورية مصر العربية.

## التاريخ
قرية البرانقة من القرى القديمة، حيث وردت باسم «البرانقة» في أعمال المنوفية ضمن قرى الروك الناصري التي أحصاها ابن الجيعان في كتاب «التحفة السنية بأسماء البلاد المصرية». وفي العصر العثماني وردت باسم «البرانقة» في التربيع العثماني الذي أجراه الوالي العثماني سليمان باشا الخادم في عصر السلطان العثماني سليمان القانوني ضمن قرى ولاية المنوفية، وفي تاريخ 1228هـ/1813م الذي عدّ قرى مصر بعد المسح الذي قام به محمد علي باشا باسم «البرانقة» ضمن قرى مديرية المنوفية.

## السكان
بلغ عدد سكان البرانقة 1,016 نسمة، حسب الإحصاء الرسمي لعام 2006.